# Denny Doherty
Dennis Gerrard Stephen Doherty (29 de novembre de 1940 - 19 de gener de 2007) fou un cantant i compositor canadenc, conegut principalment per ser un dels membres del grup musical nord-americà de la dècada de 1960 The Mamas and The Papas.

## Inicis
Denny Doherty va néixer a Halifax en una família senzilla. El seu pare treballava a les drassanes i també tocava en una orquestrina de ball. Denny va iniciar-se en la música folk l'any 1956, formant amb tres amics The Hepsters. Van tenir força èxit als clubs de Halifax, en gran part per la gran veu de Denny. El 1960 formà el trio The Colonials amb Pat LaCroix i Richard Byrne, que actuaren durant un temporada en clubs de Mont-real i Toronto, i acabaren traslladant-se a Nova York. Van aconseguir un contracte amb Columbia Records, rebatejats com The Halifax Three. Això els va permetre aparéixer al show televisiu de Mitch Miller i gravar dos LPs. Van aconseguir un únic èxit a nivell regional amb The Man Who Wouldn't Sing Along With Mitch, però aviat es van veure reduïts a tocar al carrer al Greenwich Village. Allà van fer amistat amb Cass Elliot i el seu grup The Big Three. En aquelles dates van coincidir també en una gira amb The New Journeymen de John Phillips i Michelle Gilliam.
El 1963 es van dissoldre. Denny i el també canadenc Zal Yanovski, que s'havia incorporat al trio, van ser convidats a afegir-se a The Big Three (que passarien a ser quatre, ja que un dels membres del trio marxava). Però eren mals moments per a la música folk, perquè als Estats Units feia furor el fenomen Beatle (l'anomenada invasió britànica). Cass va decidir electrificar el seu folk, van canviar-se el nom per The Mugwumps i van incorporar John Sebastian. La formació va anticipar el folk-rock però no va tenir èxit i va durar sols vuit mesos. Cass va reiniciar la seva carrera en solitari cantant jazz a Whashington, mentre Sebastian i Yanovsky van formar The Lovin' Spoonful. Denny, de nou sense grup, va unir-se als The New Journeymen, substituint el seu tenor, Marshall Brickman.

## The Mamas and the Papas
Denny havia establert una profunda amistat amb Cass. A més compartia la seva idea de fer un nou tipus de música electrificant el folk. El 1965 els New Journeymen es traslladaren a Los Angeles, on van coincidir amb Cass. Denny i Michelle van aconseguir superar les reticències de John a incorporar-la al grup, i també a deixar el folk, formant els Mamas and Papas. Amb el seu so harmònic però contundent, potenciat per la gran veu de Cass i l'habilitat per a la composició i l'harmonització vocal de John, esdevindrien un dels exponents més notoris de l'era hippie, el flower power i la generació de l'amor. Gràcies als contactes de Cass van aconseguir una audició amb Lou Adler i van signar un contracte amb Dunhill Records per gravar dos àlbums a l'any durant 5 anys.
Entre 1965 a 1968, van publicar 11 Top 40 hit singles i quatre àlbums. El primer LP, If You Can Believe Your Eyes and Ears (1966) és considerat el millor i conté les seves dues cançons més cèlebres, "California Dreamin'" i "Monday, Monday". Seguirien "The Mamas & The Papas" i " Deliver".
Però el grup només va durar dos anys, a causa de les relacions personals. Compartien casa, feina, festes i droga. A més Michelle, casada amb John, i Denny van establir una relació amorosa, que John va acceptar (era l'època de l'amor lliure), no sense tensions.
Tanmateix, el juny de 1966 Michelle va tenir un afer amb Gene Clarke dels Byrds. John va trencar amb ella i el grup la va expulsar i reemplaçar per Jill Gibson. Finalment, però, van haver-la de readmetre per la pressió del públic. John i Michelle es van reconciliar i van deixar de viure tots quatre junts.
El 1967 tots menys Denny, que es va distanciar perquè no portava bé la reconciliació de John i Michelle, van organitzar junt amb Lou Adler, el seu productor, el Festival International de Música Pop de Monterey, que seria el primer dels grans macroconcerts característics de l'època i que esdevindria mític. Però la seva actuació a la cloenda del festival evidencià ja la manca d'entesa entre ells.
Un altre aspecte que llastà les seves relacions va ser la forta personalitat de John, que xocava amb la de Cass. A la tardor de 1967, en ocasió d'uns concerts a Londres, una enganxada amb John, que la va ridiculitzar davant Mike Jagger, va decidir Cass a deixar el grup. El 1968, ja separats, van publicar el quart àlbum, "The Mamas & The Papas", que ja estava gravat.
Cadascun va iniciar una carrera en solitari, inclosos John i Michelle que després de tenir una filla, Chynna, el 1968, van divorciar-se el 1970. Malgrat la separació, tanmateix, tots quatre van conservar l'amistat com posen de manifest les seves autobiografies posteriors, declaracions i les col·laboracions en els anys posteriors.
Dunhill Records els va amenaçar amb una demanda milionària per no haver complert els 5 anys de contracte, i els va forçar a reunir-se de nou per gravar el seu darrer LP "People Like Us" (1971), que no va estar a l'altura dels anteriors, ni artísticament ni comercialment
La possibilitat d'una nova reunió va quedar tràgicament estroncada amb la mort de Cass per un atac de cor, el 29 de juliol de 1974.

## El temps posteriors
Després de la separació Denny va publicar alguns singles i LPs amb poc èxit. El darrer, Waiting for a Song (1974), que comptava amb l'acompanyament vocal de Cass i Michelle, no es va arribar a distribuir als Estats Units. Va actuar en un musical de John Phillips Man on the Moon (1975), que va resultar un fracàs. El 1977, cansat de la vida de festes, drogues i alcohol amb gent que no apreciava i havent esgotat bona part de la seva fortuna, va tornar a Halifax, la seva ciutat natal.
A inicis dels anys 1980 es va rehabilitar de l'alcoholisme que arrossegava des de feia dues dècades. El 1982 es va unir als New Mamas and Papas, creats per John Phillips amb la seva filla MacKenzie Phillips, la cantant Elaine Spanky McFarlane i ell. Va deixar el grup l'any 1987, essent substituït per Scott McKenzie.
El 1997 va protagonitzar l'espectacle musical autobiogràfic "Dream a Little Dream (the Nearly True Story of the Mamas and the Papas)" (la gairebé veritable història dels M&P), escrit en col·laboració amb Paul LeDoux. Era en part una resposta al documental Straight Shooter: the true Story of John Phillips and The Mamas and the Papas, inspirat per John, i hi mostrava un gran afecte i enyorança cap a Cass Elliot. En aquest sentit el títol és simptomàtic, ja que fa referència al primer èxit de Cass un cop separat el grup. L'espectacle es va estrenar a Halifax, va tenir una bona acollida i va girar fins a l'Off-Broadway de Nova York el 2003.
Denny va actuar al teatre, incloent obres de Shakespeare i posteriorment en sèries de televisió., especialment la sèrie infantil Theodore Tugboat (1993), protagonitzada pels vaixells d'un port inspirat en el de Hallifax, on ell era el mestre del port i a més posava les veus als protagonistes d'animació.
L'any 1998 The Mamas and the Papas van ser introduïts al Rock & Roll Hall of Fame, el 2000 al Vocal Group Hall of Fame i el 2009 al Hit Parade Hall of Fame.
Va morir d'un aneurisma abdominal el 19 de gener de 2007 a casa seva a Mississauga, Ontario. Va tenir tres fills, Jessica Woods, d'un primer i curt matrimoni, i Emberly Doherty i John Doherty de la seva segona esposa, Jeannete, morta el 1998 després de 20 anys de casats.